# Entypesa
Entypesa es un género de arañas migalomorfas de la familia Nemesiidae. Se encuentra en Sudáfrica y Madagascar. 

## Lista de especies
Según The World Spider Catalog 14.0:
- Entypesa annulipes (Strand, 1907)
- Entypesa nebulosa Simon, 1902
- Entypesa schoutedeni Benoit, 1965